# Nitrone

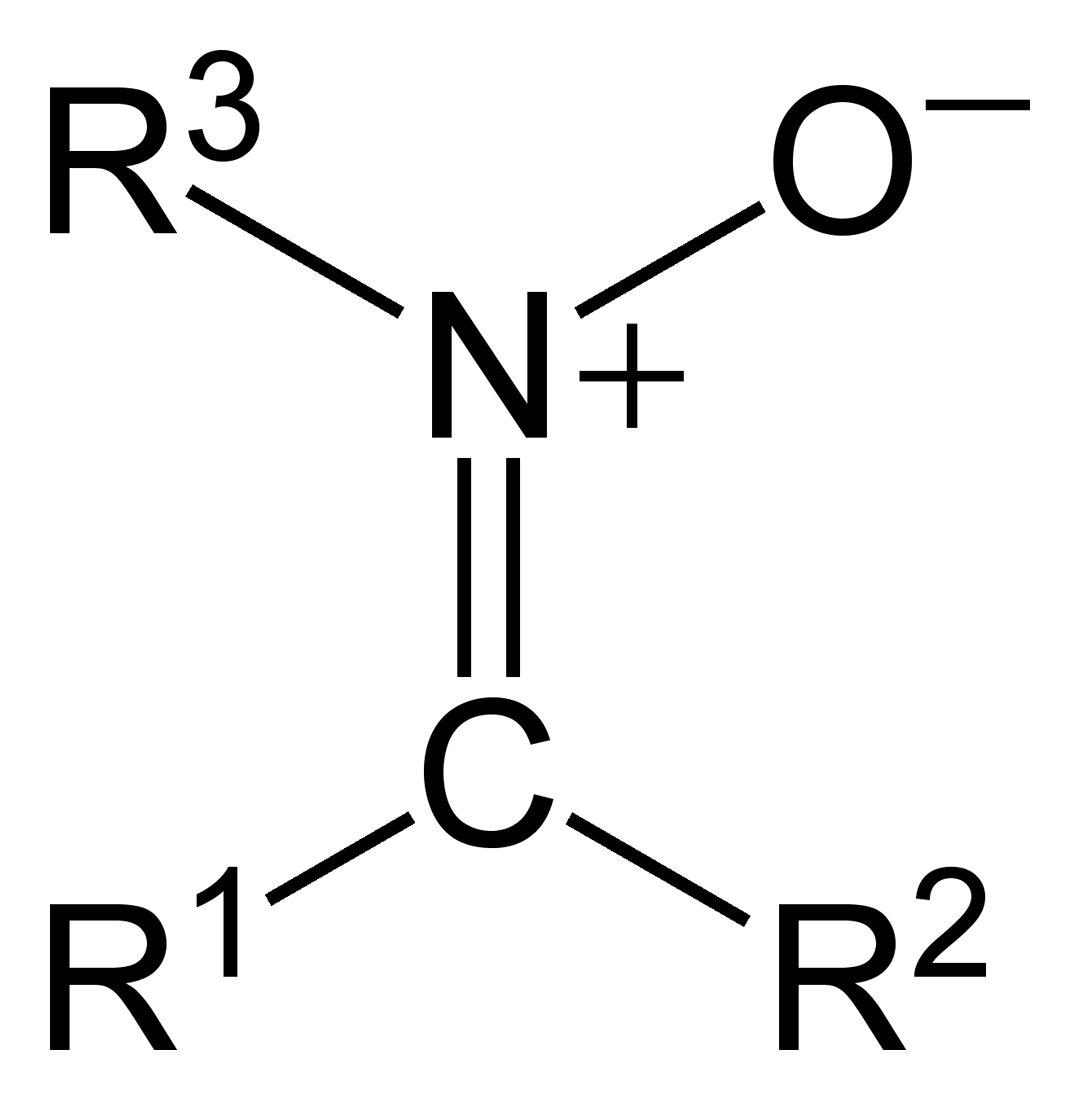
Structure générale d'une nitrone

Une nitrone est un groupe fonctionnel, un amine oxyde (N-oxyde) d'une imine, pouvant être vue comme un N-alkyloxime.  Leur structure générale en est R1R2C=NR3+O− où R3 est différent de H.
Une nitrone peuvent servir de 1,3-dipôle dans les cycloadditions 1,3-dipolaires. Elles réagissent avec les alcènes pour former des isoxazolidines:
Un exemple de ce type de réaction est la réaction d'adduits de la réaction de Baylis-Hillmanavec la C-phényl-N-méthylnitrone qui forme une isoxazolidine avec R1 est un radical phényl, R2 est un hydrogène et R3 est le groupe méthyl.
Les nitrones réagissent aussi avec les alcynes terminaux (R–C≡CH) en présence d'un sel de cuivre pour former des bêta-lactames. cette réaction est aussi appelée réaction de Kinugasa. Ci-dessous un exemple de cette réaction : "Une nouvelle synthèse d'un β-lactame par une réaction de Kinugasa intramoléculaire":
La première étape de cette réaction est une cycloaddition dipolaire de la nitrone avec l'acétylure de cuivre(I) formé in situ qui produit un cycle à 5 de type isoxazoline qui se réarrange dans une deuxième étape.